# U Smile
U Smile è un brano musicale del cantante canadese Justin Bieber, pubblicato come settimo singolo estratto dall'album My World 2.0 del 2010. Nel 2011 il relativo video musicale, diretto da Colin Tilley, ha vinto un MTV Video Music Award nella categoria Best Male Video.

## Tracce
CD-Single Island (UMG)
1. U Smile (Album Version) - 3:16

## Classifica
| Classifica (2010) | Posizione massima |
| ----------------- | ----------------- |
| Australia         | 65                |
| Belgio (Fiandre)  | 29                |
| Canada            | 17                |
| Regno Unito       | 98                |
| Stati Uniti       | 27                |
| Stati Uniti (Pop) | 26                |